# Truth
Truth er debutalbummet fra Jeff Beck og hans gruppe, udgivet i 1968. Albummet blev meget positivt modtaget med sin udgivelse og betragtes i dag som et af de første heavy metal-album, på grund af dets blanding af hård rock og blues.

## Spor
1. "Shapes of Things" 3:22 (Chris Dreja, Jim McCarty, Keith Relf, Paul Samwell-Smith)
2. "Let Me Love You" 4:44 (Jeff Beck. Rod Stewart)
3. "Morning Dew" 4:40 (Bonnie Dobson, Tim Rose)
4. "You Shook Me" 2:33 (Willie Dixon, J. B. Lenoir)
5. "Ol' Man River" 4:01 (Jerome Kern, Oscar Hammerstein)
6. "Greensleeves" 1:50 (Traditionel, arrangeret af Jeff Beck)
7. "Rock My Plimsoul" 4:13 (Jeff Beck, Rod Stewart)
8. "Beck's Bolero" 2:54 (Jimmy Page, Jeff Beck)
9. "Blues De Luxe" 7:33 (Jeff Beck, Rod Stewart)
10. "I Ain't Superstitious" 4:53 (Willie Dixon)

## Bonusspor på genudgivelsen 2006
1. "Ive Been Drinking" Stereo mix – B-side fra "Love is Blue"-singlen (3:25) (Jeff Beck, Rod Stewart)
2. "You Shook Me" Take – minus piano overdub (2:31) (Willie Dixon, J. B. Lenoir)
3. "Rock My Plimsoul" – Hurtigere tempo, B-Side fra "Tallyman"-singlen (3:42) (Jeff Beck, Rod Stewart)
4. "Beck's Bolero" Mono Mix med baglæns guitarslutning (3:11) (Jimmy Page, Jeff Beck)
5. "Blues De Luxe" Take 1 (7:33) (Jeff Beck, Rod Stewart)
6. "Tallyman" 1967 Single A-side (2:46) (Graham Gouldman)
7. "Love is Blue" (2:57) Single A-side (Popp, Cour, Blackburn)
8. "Hi Ho Silver Lining" (3:46) (Scott English, Lawrence Weiss)